# Yushan, Shangrao
Yushan är ett härad som lyder under Shangraos stad på prefekturnivå i Jiangxi-provinsen i sydöstra Kina.
Orten är särskilt känd för Sanqingshans nationalpark som är belägen på gränsen mellan Yushan och Dexing.
- Wikimedia Commons har media som rör Yushan, Shangrao.